# Barockpalast (Timișoara)

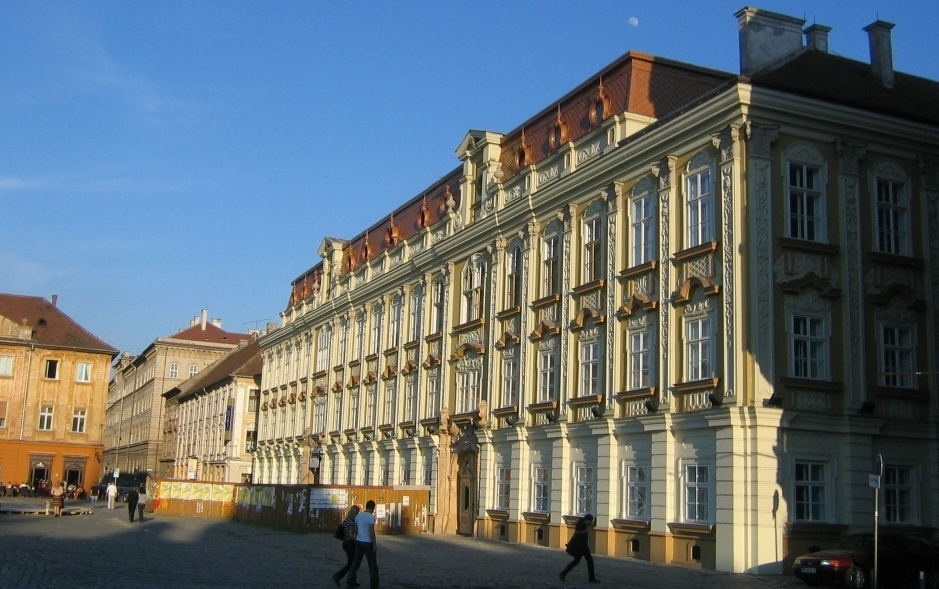
Der Barockpalast am Piața Unirii

Der Barockpalast (rumänisch Palatul Baroc) ist ein denkmalgeschützter Palast am Piața Unirii im historischen Zentrum der rumänischen Stadt Timișoara. Weitere Namen des Gebäudes sind Präsidentenpalais, Prefectura Veche (Alte Präfektur) oder Haus der Grafschaft. Der reich verzierte Palast besteht aus zwei Stockwerken und einer Mansarde, sowie zwei im Wiener Barock gestalteten Eingangstoren. Das Gebäude wurde kürzlich komplett saniert und beherbergt seit 1984 die Kunstabteilung des Kunstmuseums (Muzeul de Arta) der Stadt.

## Geschichte
Der Palast beinhaltet zwei frühere Gebäude, das Bergwerksamt (gebaut 1733) und die Heereskasse (gebaut 1735), und wurde zwischen 1752 und 1754 als Komitatshaus (Regierungsgebäude) nach dem Muster des Palais Kinsky in Wien und nach Plänen des österreichischen Architekten Franz Anton Hillebrandt im Barockstil errichtet. In den Jahren 1885 und 1886 fanden während der Renovierung der Fassaden durch den Architekten Jacques Klein auch Änderungen an dem Mansarddach statt.
Das Gebäude erfüllte über die Jahre verschiedene Zwecke, so als das Haus des Kronlandes (Komitatshaus) als Sitz des K.u.k-Gouverneurs zwischen 1779 und 1848, und Residenz des Gouverneurs der Vojvodina zwischen 1849 und 1960. Von 1861 bis 1918 war es der Sitz des Komitats Temes. Danach fungierte es 1944 als Sitz der Bezirksregierung TimiKomitat Temes-Torontal (Prefectura județului TimiKomitat Temes-Torontal) und als Sitz des Kommandeurs der in der Stadt stationierten sowjetischen Truppen. Für kurze Zeit war es auch der Sitz des Agrarwissenschaftlichen Instituts (Institutul Agronomic).
Zu den Gästen des Gebäudes, die hier Quartier bezogen hatten, gehörten Kaiser Josef II. im Jahr 1767, Kaiser Franz Josef I. am 7. und 8. Mai 1872, und König Ferdinand I. mit Königin Maria von Rumänien vom 9. bis 12. November 1923.

## Kunstabteilung
Seit 2005 befindet sich die Kunstabteilung des Banater Museums in dem Gebäude. Der Direktor der Kunstabteilung Marcel Tolcea verfügt über einen Mitarbeiterstab bestehend aus drei Kustoden für zeitgenössische, für klassische und für religiöse Gemälde. Im Untergeschoss befinden sich Räumlichkeiten für kulturelle Veranstaltungen wie Buchpräsentationen, Filmvorführungen, Vorlesungen usw.
Die Geschichte der Kunstabteilung des Temeswarer Museums begann mit den Schenkungen des Kunstliebhabers Zsigmond Ormós. Seine Schenkungen bestanden besonders von italienischen, niederländischen, deutschen, österreichischen und ungarischen Maler. Dazu kommen die Gemälde rumänischer Künstler, allen voran die Sammlung des Malers Corneliu Baba bestehend aus 90 Gemälden.
Aber nicht nur aus Schenkungen, sondern auch durch Ankäufe wurde die Gemäldesammlung vergrößert. Neben Gemälden der Temeswarer Malers Anselm Wagner oder Anton Fialla, wurde auch ein Gemälde des Zeichenlehrers Desidor Sinkovich angeschafft, das die Übergabe des Festungsschlüssels seitens der besiegten türkischen Verteidiger an Prinz Eugen darstellt. Erwähnenswert sind auch die Mönchsgemälde von Adolf Humborg.